# Vacanze ai Caraibi
Vacanze ai Caraibi è un film del 2015 diretto da Neri Parenti.

## Trama
La commedia è composta di tre episodi intrecciati.
Mario, benestante di Roma, ha nascosto alla moglie Gianna di essere in bancarotta e decide di salvarsi vendendo la villa ai Caraibi, di proprietà della loro giovane figlia, Anna Pia. Giunto sull'isola, Mario scopre che la figlia intende sposare un uomo molto più vecchio di lei, Ottavio. Mario e la moglie sono contrari ma, quando scoprono che Ottavio è ricco e che potrebbe risolvere i loro problemi finanziari, cambiano idea senza sapere che il futuro genero è in realtà squattrinato e spera anche lui di arricchirsi attraverso il matrimonio. La vendita di un brevetto da parte di Anna Pia risolve la situazione.
Tra Fausto e Claudia, incontratisi su una nave da crociera, scoppia un'irrefrenabile passione che li induce a mollare i rispettivi compagni e a fuggire insieme; tuttavia la loro storia d'amore è ostacolata dal fatto che i due hanno stili di vita opposti e incompatibili.
Adriano, patito di tablet e di ogni altra tecnologia moderna, naufraga su un'isola deserta; più che per la propria sopravvivenza, è disperato poiché sull'isola non c'è campo per i cellulari.

## Produzione
La pellicola è stata girata  principalmente a Bayahibe, La Romana, Repubblica Dominicana e, in parte, sulla nave Costa Fortuna di Costa Crociere.

## Promozione
Il trailer ufficiale della pellicola viene diffuso il 24 novembre 2015 sulla pagina ufficiale Facebook della pellicola e di Medusa Film.

## Distribuzione
La pellicola è uscita nelle sale italiane il 16 dicembre 2015, distribuita da Medusa Film.

## Accoglienza
Il film incassa 7404397 €, risultando il terzo maggior incasso tra i film italiani del 2015.